# Fisketillsynsman
Fisketillsynsmän övervakar de lagar och regler som finns för att bedriva fiske.

## Sverige
För att få förordnande som fisketillsynsman skall man ha en viss utbildning samt i övrigt vara lämplig för uppgiften. Som regel skall man ha ett uppdrag från en organisation eller dylikt som förvaltar fisket. Länsstyrelsen förordnar fisketillsynsmän. Ansökan skall göras skriftligen av uppdragsgivaren som är fiskerättsinnehavaren. En fisketillsynsman har rätt att beslagta fiskeutrustning samt utfärda kontrollavgift. 